# Саукани (Бихор)
Саукани (рум. Săucani) насеље је у Румунији у округу Бихор у општини Рабагани. Oпштина се налази на надморској висини од 228 m.

## Становништво
Према подацима из 2002. године у насељу је живело 547 становника, од којих су сви румунске националности.